# SummerSlam (2005)
SummerSlam 2005 a fost a optsprezecea ediție a SummerSlam, un eveniment la pay-per-view de wrestling profesionist , produs de World Wrestling Entertainment (WWE). A avut loc pe 21 August din 2005 de la MCI Center din Washington, D. C.. Tema oficiala a fost "Remediu" de Seether.

## Rezultate

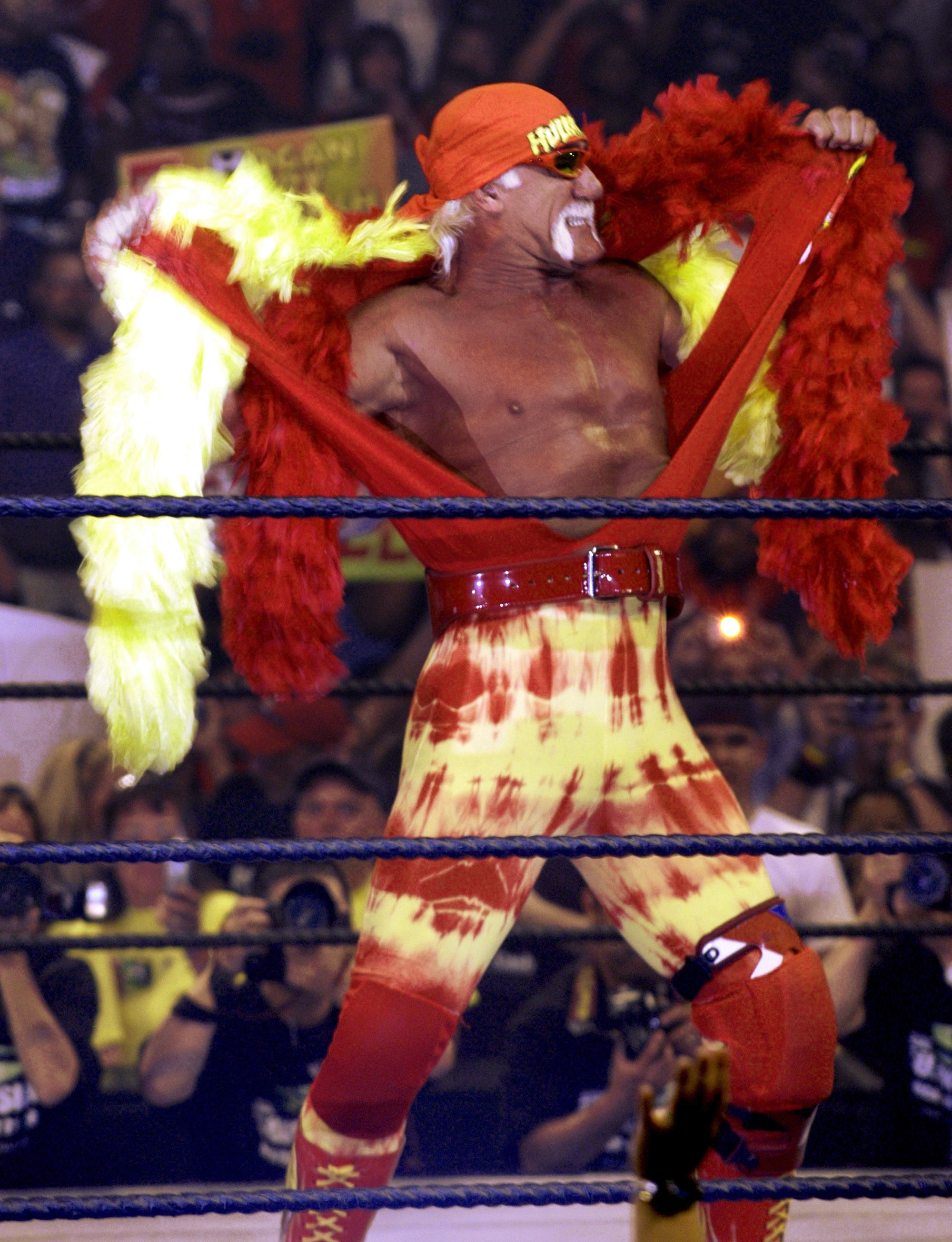
Hogan facânduşi intrarea la Summerslam

- Sunday Night HEAT match: Chris Masters l-a învins pe The Hurricane
  - Masters l-a făcut pe Hurricane să cedeze cu un "Master Lock".
- Chris Benoit l-a învins pe Orlando Jordan câștigând WWE United States Championship (0:25)
  - Benoit l-a făcut pe Jordan să cedeze cu un "Crippler Crossface".
- Edge (cu Lita) l-a învins pe Matt Hardy (04:48)
  - Arbitrul a oprit meciul după ce Hardy începuse să sângereze în exces.
- Rey Mysterio l-a învins pe Eddie Guerrero într-un Ladder Match păstrând custodia lui Dominick (20:18)
  - Mysterio a câștigat după ce a desfăcut valiza.
- Kurt Angle l-a învins pe Eugene (w/Christy Hemme) într-un No Time Limit match câștigând controlul medaliei sale (04:34)
  - Angle l-a făcut pe Eugene să cedeze cu un "Angle Lock".
- Randy Orton (cu Bob Orton Jr.) l-a învins pe The Undertaker (17:17)
  - Orton l-a numărat pe Undertaker după un RKO.
- John Cena l-a învins pe Chris Jericho păstrându-și centura WWE Championship (14:49)
  - Cena l-a numărat pe Jericho după un FU.
- Batista l-a învins pe John "Bradshaw" Layfield într-un No Hold Barred match păstrându-și centura WWE World Heavyweight Championship (9:06)
  - Batista l-a numărat pe JBL după un Batista Bomb pe scara metalică
- Hulk Hogan l-a învins pe Shawn Michaels (21:26)
  - Hogan l-a numărat pe Michaels după un "Leg Drop".
  - După meci, ambii și-au dat mâna în semn de respect.
  - Este prima dată când Hogan luptă cu Michaels, din 1990.